# 陰尾南鰍
陰尾南鰍（學名：Schistura tenebrosa）為輻鰭魚綱鯉形目條鰍科南鰍屬的其中一種。分布於亞洲泰國Kwai Noi流域，體長可達4.6公分，棲息在森林覆蓋、礫石底質的河川底層水域，生活習性不明。